# Camponotus weismanni
Camponotus weismanni är en myrart som beskrevs av Auguste-Henri Forel 1901. Camponotus weismanni ingår i släktet hästmyror, och familjen myror. Inga underarter finns listade.